# Air Europe
Air Europe – włoska linia lotnicza z siedzibą w Weronie działająca w latach 1989–2008. Głównym węzłem był Port lotniczy Mediolan-Malpensa.